# Carsten Netz
Carsten Netz (* 1971 in Ludwigsburg) ist ein deutscher Jazz- und Fusionmusiker (Saxophon, Klarinette, Flöte).

## Wirken
Netz studierte an den Musikhochschulen Würzburg und Stuttgart Jazz- und Popularmusik. 2001 war er Stipendiat der Kunststiftung Baden-Württemberg.
Netz bildete mit Axel Hemprich, Hanfreich und Zbikbeat das Quartett Schnute und gehört der Stuttgarter Jazz- und Elektroszene an. Er ist auf den Alben von Gee Hye Lee, Gomo Park, Sputnik 27, Zeitlust und Schnute zu hören. Die mit Sputnik 27 erschienene CD But Where’s the Moon wurde für den Preis der deutschen Schallplattenkritik nominiert. Er begleitete Siiri Sisask (Teine Jälg, Lingua Mea) und gehörte zu Fried Dähns Onomatopoeia Perturbation Consort. Netz ist langjährig Mitglied von Torsten Krills frimfram collective, mit dem zuletzt das Album Im Spielhaus (2023) entstand.

## Diskographische Hinweise
- Uwe Kühner, Carsten Netz: Die 12 Jahreszeiten (dml-Records 1998)
- Jah Schulz with System D, Tribuman, Sirius Soulboy, Carsten Netz, T-Jah: A Railroad Session (Railroad Records 2017)